# Nena (Eiti Leda)
«Nena (Eiti Leda)» es un tema escrito por Charly García cuando tenía 17 años. La cantó con dos bandas de las que formó parte: Sui Generis y Serú Girán, sin embargo, tomó popularidad con esta última banda, cuya versión finalizada introdujo varios otros componentes, entre ellos una coda que no se encuentra en la versión original. El sitio Rock.com.ar la ubicó en el puesto N.º 9 de las "mejores canciones del Rock Nacional".
Esta canción originalmente iba a ser parte del álbum de Orchestra Rock "Theo, el hijo de la luna", que nunca se publicó.  

## Versión de Sui Generis
La presentó por primera vez en el último recital de Sui Generis. Iba a ser parte del próximo disco de esa banda, "Há sido", pero finalmente éste nunca se grabó al disolverse la agrupación.

### Créditos
- Charly García: piano eléctrico Fender Rhodes, clavinet Hohner, ensamble de cuerdas ARP (sintetizador polifónico rudimentario),[5] sintetizador monofónico Minimoog y coros.
- Nito Mestre: guitarra acústica, flauta traversa y voz.
- Rinaldo Rafanelli: contrabajo y coros.
- Juan Rodríguez: batería.

## Versión de Serú Girán
Fue grabada en estudio recién en el año 1978 con la quinta banda de Charly: Serú Girán. Formó parte del primer disco homónimo de la banda. Esta versión posee grandes avances tanto en grabación como en composición en comparación con la versión original.Entre otro arreglos novedosos, se destaca el solo de bajo fretless de Pedro Aznar.

### Créditos
- Charly García: piano de cola (del estudio de grabación El Dorado, en São Paulo), sintetizador monofónico Minimoog, sintetizador ARP Solina Ensemble (ensamble de cuerdas), guitarra acústica y voz.[7]
- David Lebón: guitarra eléctrica, guitarra acústica y coros.
- Pedro Aznar: bajo eléctrico fretless y coros.
- Oscar Moro: batería.

### Curiosidades
En el primer álbum en vivo de Serú Girán titulado No llores por mí, Argentina, en el minuto 3:12, el audio del lado izquierdo se corta, ofreciendo una mala experiencia sonora. Hasta el momento no se sabe por que ocurre esto.

## Versión de Fabiana Cantilo
En el año 2005 Fabiana Cantilo lanza su octavo disco solista, Inconsciente colectivo. El disco es un homenaje al rock argentino e incluye temas históricos que han sido interpretados por distintas bandas y músicos claves. Eiti Leda sería el sexto tema elegido para que forme parte del álbum y cuenta con Gustavo Cerati como músico invitado.